# Protestes de La Farga
Les protestes de La Farga van ser un conjunt de manifestacions i protestes que van dur a terme els veïns del barri de Sant Josep, a L'Hospitalet de Llobregat, a finals de la dècada dels 70. L'objectiu principal era expulsar l'empresa "Altos Hornos de Cataluña La Farga", de la qual Jordi Pujol era el màxim accionista, ja que aquesta empresa era extremadament contaminant per al barri.
Durant els primers mesos de 1980, sota el mandat del PSC a L'Hospitalet de Llobregat, les protestes es van convertir en un fenomen diari. Els manifestants van arribar a tallar carrers tan transitats com l'avinguda del Carrilet i l'avinguda d'Isabel la Catòlica, sumint el municipi en un autèntic caos. Aquestes accions van reflectir la intensitat del descontentament veïnal i la determinació per aconseguir un canvi significatiu.
El 9 de juliol de 1980, els veïns de Sant Josep van rodejar la siderúrgia per manifestar-se. Paral·lelament, el governador civil de Barcelona, Josep María Belloch, havia ordenat dissoldre la manifestació. Els portaveus del barri van intentar dialogar amb el capità per evitar una situació violenta, però aquest els va donar tres minuts per abandonar el carrer. Els líders veïnals es van acostar als manifestants, però l'acció pacificadora va ser inútil i la tensió va augmentar, tornant la situació cada cop més tensa.
Els veïns del barri no van tolerar aquesta actitud policial i van elevar els crits. En aquell mateix instant, la policia va començar a disparar boles de goma i pots de fum, ferint lleument l'alcalde Joan Ignasi Pujana i els líders veïnals Jaume Valles, Juan Sierra i Benito Román.